# Centra

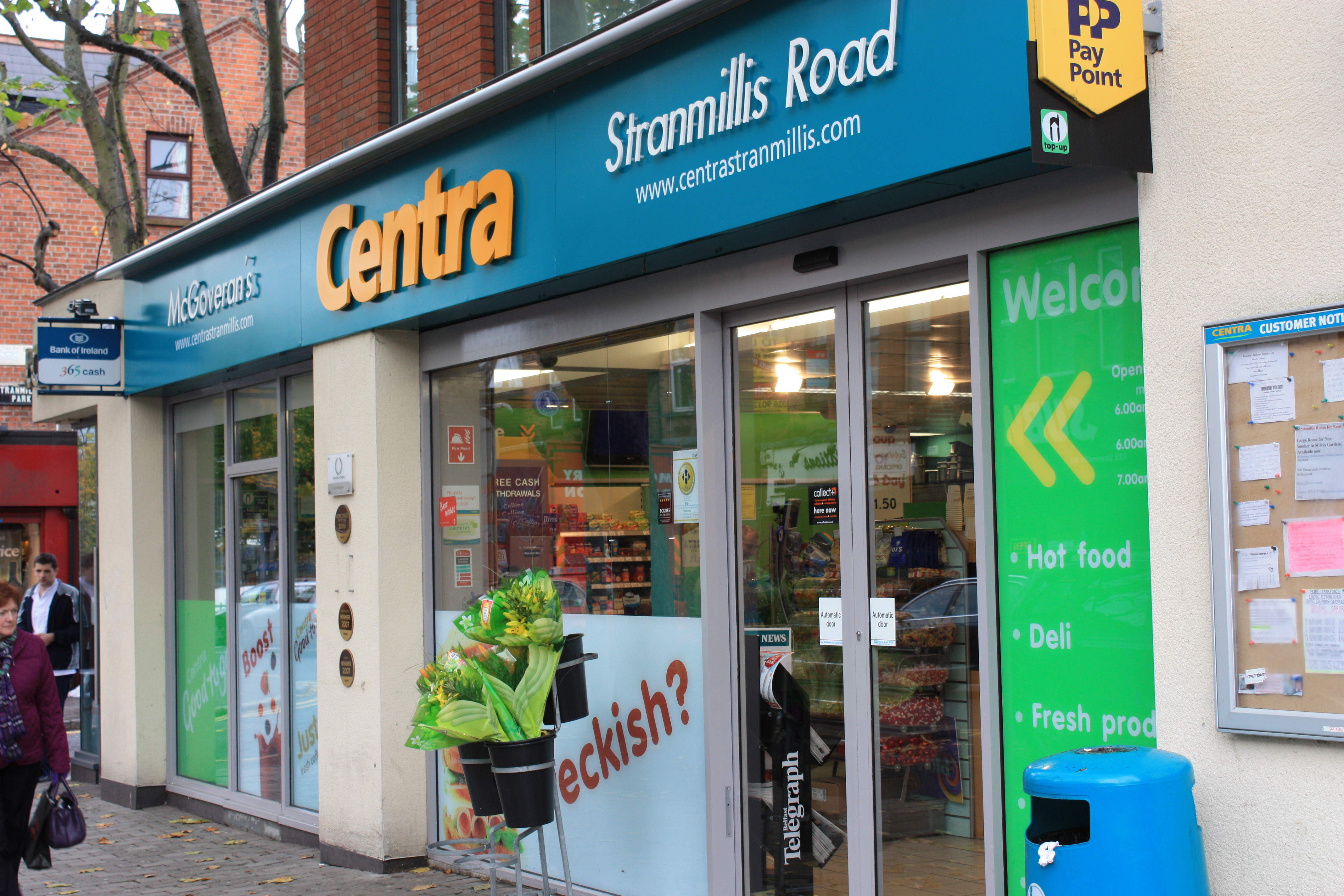
Un magasin à Belfast.

Centra est une chaîne de supérettes irlandaise présente en république d'Irlande et en Irlande du Nord. Les magasins sont des franchises indépendantes et la marque Centra appartient au groupe Musgrave. En 2002, le chiffre d'affaires de Centra était de 652,6 millions d'euros.

## Historique
À l'origine, la chaîne de magasins fut lancée en république d'Irlande sous le nom de VG en 1960. En 1979, les enseignes VG changèrent de nom pour devenir Centra et SuperValu. L'entreprise s'implanta également en Irlande du Nord. En 2002, Musgrave, la maison mère, a racheté les magasins nord-irlandais de la marque Wellworths et les a fait passer sous la marque Centra et SuperValu.

## Format des magasins
Musgrave propose trois formats différents de franchises pour les magasins Centra : de petites épiceries, des supérettes de tailles moyennes et des supermarchés de tailles plus importantes. En fait, la majorité des magasins Centra sont basés sur le premier format étant donné que Musgrave propose aussi les franchises SuperValu pour les supérettes et supermarchés.